# Портрет мадмуазель Таржі
«Портрет мадмуазель Таржі» — радянський телефільм 1991 року, знятий режисером Вадимом Зобіним на студії «Союзтелефільм».

## Сюжет
Музичний водевіль за однойменною п'єсою у віршах Івана Єлагіна. Дія відбувається у Парижі на початку ХХ століття. Про молодих людей, журналіста Жака та художника Клода, які після багатьох перипетій знаходять своє щастя.

## У ролях
- Олексій Кузнецов — Жак, журналіст
- Леонід Лютвинський — Клод, художник
- Роман Ткачук — Франсуа Таржі, домовласник
- Тетяна Аугшкап — Фантін, дівчина з паризької бідноти
- Поліна Медведєва — Клерета, дочка Франсуа Таржі
- Валерія Устинова — роль другого плану

## Знімальна група
- Режисер — Вадим Зобін
- Сценарист — Вадим Зобін
- Оператор — Валерій Шаров
- Композитор — Ігор Космачов
- Художник — Юрій Углов